# إدواردو بينيدا
إدواردو بينيدا (بالإسبانية: Eduardo Pineda)‏ (31 أكتوبر 1931 بسانتا آنا مونيسباليتي في السلفادور - ) هو لاعب كرة قدم سلفادوري في مركز الهجوم. شارك مع منتخب السلفادور لكرة القدم. أما مع النوادي، فقد لعب مع نادي سانتانيكوس أسوشيتد وAtlante San Alejo ‏.